# Marie Paneth
 Marie Paneth  (* 5. August 1895 in Österreich; † November 1986 in London) war eine aus Österreich stammende Malerin, Sozialpädagogin und Kunsttherapeutin.

## Leben und Werk
Paneth erhielt eine Ausbildung bei dem Maler Franz Čižek. Sie heiratete den Arzt Otto Paneth (1898–1975), einen Sohn von Joseph Paneth und lernte durch ihn Sigmund Freud kennen. Mit ihrem Mann zog sie nach Niederländisch-Ostindien, dem heutigen Indonesien und später nach New York. Dort stellte sie 1939 ihre Werke in der Society of Independent Artists aus. Während des Zweiten Weltkriegs arbeitete sie in London an einem sozialpädagogischen Projekt: sie brachte Kinder in ein abbruchreifes Gebäude mit ehemaligem Luftschutzbunker in der Branch Street.
Marie Paneth war zeit ihres Lebens mit Anna Freud, der Tochter Freuds befreundet.
Sie trat für einen entspannten, antiautoritären Umgang mit Jugendlichen ein, ihren Schützlingen gab sie Material zum selbstständigen Malen und Zeichnen. Das partizipatorische Branch Street-Projekt nutzte das kindliche Spiel zum Bau und Erhalt von Gemeinschaft: Die Jugendlichen konnten sich mit einem gemeinsamen Ort und einem gemeinsamen Projekt identifizieren und, indem sie selbst Verantwortung übernehmen, in den zerbombten und zerstörten Orten ihrer Stadt etwas Neues aufbauen. Das Projekt war ein großer Erfolg und die Jugendlichen änderten ihre Einstellung zu Autorität. Diese Ideen, allen voran die Idee des Abenteuerspielplatzes sind bis heute ein fester Bestandteil der Theorie zur Jugendarbeit.
Nach dem Krieg arbeitete sie in Großbritannien mit traumatisierten Kindern und Jugendlichen, die aus Konzentrationslagern befreit worden waren, so im Projekt von Leonard Montefiore.
In der Dokumentation Die Kinder von Windermere – Die Dokumentation, ausgestrahlt 2020, anlässlich des 75. Jahrestages der Befreiung des KZ Auschwitz, gibt es historische Aufnahmen ihrer Arbeit, u. a. gemeinsam mit der damals sechzehnjährigen Lydia Tischler, als Kunsttherapeutin. Sie kehrte in den fünfziger Jahren zurück nach New York und ab den späten Sechzigern lebte sie in Frankreich. Ihre Werke sind im Rahmen von Sammelausstellungen österreichischer Künstler ausgestellt worden.

## Gemälde (Auswahl)
- The Carriers (1958)

## Veröffentlichungen
- Branch Street. A Sociological Study. London 1945.
- Rebuild those lives. In: Free World, April 1946.

## Nachlass
- Marie Paneth papers, Library of Congress, Washington, D.C. ()